# Блясък (роман)
Вижте пояснителната страница за други значения на Блясък.
Блясък (на английски: Glamour) е роман на британската писателка Луиз Бегшоу, написан през 2007 година.

## Сюжет
Книгата разкрива живота на три жени – красиви, силни, борбени и богати.
Трите момичета Сали, Джейн и Хайя се запознават, като съученички, в елитно частно училище и стават най-добри приятелки в
тийнейджърските си години. Животът ги изненадва с неочаквани случки и събития, след което ги разделя, но години по-късно, години изпълнени със спадове, трудности, предизвикателства и щастливи моменти, те се срещат отново. Трите са се превърнали
в красиви, горди, смели и успели жени. Сали е известна модна дизайнерка в на собствена линия дрехи, Джейн – успял финансист от световни величина, а Хайя ръководи процъфтяващ семеен бизнес.
След като осъзнават на какво ниво е всяка една от тях, те решават да обединят разум, отговорност, интелект и с общи сили
да участват в съвместен проект. Те създават най-големия и шикозен, единствения по рода си, магазин за луксозни стоки в света – „Блясък“. Не след дълго очарователните му основателки се нареждат сред най-богатите, стилни и известни бизнес дами. Вглъбени в личните си задължения и ангажименти, всяка една от тях скоро осъзнава, че управлението на „Блясък“ изисква една твърда ръка да тежи на мястото си. Магазинът трябва да бъде собственост само на една от тях. И всяка от тях смята, че има пълното право и е достойна да ръководи „Блясък“. Може ли да съществува истинско приятелство или всичко е въпрос на интереси в света на богатите и успелите? Ще могат ли Сали, Джейн и Хайя разумно да разрешат споровете си в името на задружно приятелство и всичко, което ги свързва? 